# Osigurač
Osigurač (Engleski je "circuit breaker"), što doslovno znači prekidač (strujnog) kruga. Svrha osigurača je štićenje opreme iza osigurača. Postojanje osigurača ne znači zaštitu ljudi. Pojam osigurača je vezan uz namjerno oslabljeno mjesto (poseban uređaj) uklopljeno u električnu instalaciju, koje prekida napajanje instalacije u slučaju preopterećenja.

Prema Omovom zakonu
{\displaystyle I={\frac {U}{R}}\,}
u slučaju kratkog spoja kad se stezaljke izvora premoste debelim vodičem, tj. kad je otpor strujnog kruga izvan izvora = 0, kroz izvor bi teoretski trebala poteći struja neizmjerno velike jakosti. Kako međutim i u tom slučaju u nazivniku izraza postoji unutrašnji otpor izvora Ri, struja će imati vrlo veliku, ali ipak ograničenu jakost. Nazivamo je struja kratkog spoja. Ona će biti to manja, što je veći unutrašnji otpor izvora. Različiti izvori struje (baterija, transformator s ispravljačem, generatori, akumulator i dr.) imaju različite unutrašnje otpore, što je vidljivo iz njihovih karakteristika izvora
Struja kratkog spoja gotovo je uvijek dovoljno jaka da razori izvor, pa se u izvore ugrađuju osigurači koji prekidaju strujni tok ako struja kroz njih preraste dopuštenu vrijednost.  Prejake struje mogu oštetiti i trošila, ali i instalacije, pa se i skuplja trošila,  kao i sve električne instalacije, štite odgovarajućim osiguračima.

## Rastalni osigurač
Najjednostavnija vrsta osigurača je tzv. rastalni osigurač. Trajno prekida strujni krug. Potrebno ga je zamijeniti za obnovu strujnog kruga. Za male napone i jakosti struje (uglavnom u elektronici) rastalni osigurači se izvode u obliku tanke metalne niti u staklenoj cjevčici. Takav osigurač prikazuje gornja slika. Slično tome, osigurači za vozila imaju tanku limenu trakicu razapetu preko malog keramičkog štapića. Ako struja preraste dopuštenu vrijednost, metalna nit se rastali i pregori, pa time prekida strujni krug i sprječava oštećenja trošila, izvora struje ili vodova električne instalacije. 
Za kućne instalacije gradskog napona koriste se rastalni osigurači s izmjenjivim umetcima u keramičkom kućištu. Točno dimenzionirana otporna nit ugrađena je u keramičku "bočicu" s limenim kapicama na oba kraja, koju zovemo umetak. Na zadnjem kraju iz umetka strši zadebljani kraj rastalne niti (tzv. zastavica) koji otpada u slučaju pregaranja osigurača, pa po tome vidimo koji je osigurač pregorio ako ih je više u grupi. Umetak se umeće u porculansko kućište osigurača s kalibriranim sjedištem, koje sprječava da se u kućište umetne jači osigurač (debljeg vrha) od onoga koga je za našu instalaciju predvidio projektant elektroinstalacije.
Razlikujemo brze i trome osigurače. Brzi osigurači pregore čim struja preraste nazivnu vrijednost osigurača, što bi ponekad moglo onemogućiti normalno korištenje nekih trošila (elektromotori, hladni grijači i dr. normalno uzrokuju kratkotrajni strujni udar u električnoj instalaciji prilikom uključenja).   Tromi osigurači dopuštaju kratkotrajna preopterećenja, a pregorjet će samo ako struja iznad dopuštene, potraje više od sekundu, dvije. Kod rastalnih osigurača to se postiže punjenjem kvarcnog pijeska u umetak. Okolni pijesak, dok je hladan, hladi metalnu nit osigurača i sprječava njezino trenutno taljenje, međutim ako suviše jaka struja potraje, osigurač će ipak pregorjeti kad se zagrije i okolni pijesak.
Kada osigurač pregori,  uništeni umetak (patrona) mora se zamijeniti novim.
Strogo je zabranjeno "krpanje" osigurača", tj. ulaganje žice u pregorjeli umetak, jer takav "popravak" osigurača može izazvati požar zbog pregaranja električnih vodova instalacije, i to na sasvim drugom mjestu, udaljenom od kutije s osiguračima. Osiguravateljske kuće ne isplaćuju novčano osiguranje ako u slučaju požara nađu krpani osigurač, jer polica osiguranja ne važi ako je elektroinstalacija neispravna. 
Dopuštene vrijednosti jakosti struje, pa prema tome i nazivne vrijednosti osigurača normirane su, zbog smanjenja šarolikosti osigurača, dimenzija električnih vodova i dr. Red vrijednosti osigurača za gradski napon (220 V) definiran je za sljedeće dopuštene jakosti struje:
2,  4,  6,  10,  16,  20,  25,  36,  50,  63,  80,  100,  125,  160 i 200 A
Nazivna jakost struje uvijek je ispisana na umetku osigurača, kao i na svim drugim vrstama osigurača.
U kućanstvima se najčešće koriste osigurači u rasponu između 16 i 63 A.
Pri tome se na početku instalacije (stana, radionice i dr.) ugrađuje jači, glavni osigurač (obično izveden kao "pancir" odnosno zatvoren i plombiran), a uz sam stan ili u njemu izvodi se razvodna ploča s brojilom utroška električne energije i nekoliko osigurača za osiguravanje različitih strujnih krugova instalacije. 
Instalacija se dijeli na više strujnih krugova iz praktičnih razloga. Uvijek se primjerice rasvjeta izvodi u posebnom strujnom krugu, a pojedina jača trošila grupiraju se u nekoliko zasebnih strujnih krugova. Time se omogućuje da u slučaju pregaranja osigurača zbog preopterećenja na nekoj zidnoj utičnici ili štednjaku, ipak ostane u funkciji rasvjeta, pa je lakše popraviti eventualni kvar.
Zabranjeno je izvoditi bilo kakve intervencije na instalaciji pod naponom,  tj.  Prije bilo kakvih radova na električnoj instalaciji ili uređajima treba isključiti osigurač dotičnog strujnog kruga. Suha obuća, suhi parket i gumena prostirka smanjuju opasnost od strujnog udara. Ako nismo sigurni koji osigurač treba isključiti, najbolje je isključiti glavni. Ako stan ima limitator, i isključenje limitatora može se koristiti za isključenje napona (pazimo da ga netko drugi ne uključi dok radimo na instalaciji).

## Magnetski (automatski) osigurač
Danas se i u kućanstvima često koriste  magnetski (automatski) osigurači (desno) koji su daleko praktičniji od rastalnih.  U njima elektromagnet isključuje ugrađenu sklopku kada struja preraste nazivnu vrijednost osigurača. Nakon "ispadanja" takvog osigurača, iza otklanjanja uzroka preopterećenja dovoljno je polugicu sklopke vratiti u gornji položaj, čime se sklopka osigurača opet uključuje.  
Magnetski osigurač se koristi i u ulozi limitatora. U toj ulozi on sprječava istovremeno uključenje većeg broja jakih trošila u kućanstvu. Time se nastoje smanjiti vršna opterećenja električne mreže u vrijeme kada svi koriste više struje (priprema ručka i sl.), pa se opterećenje ravnomjernije raspoređuje tijekom dana i noći. Ako limitator ispada, privremeno treba isključiti neko jače trošilo (npr. bojler)
U industriji i energetskim sustavima koriste se i drugačiji osigurači za velike jakosti struje, visoke napone i dr.